# Askifu

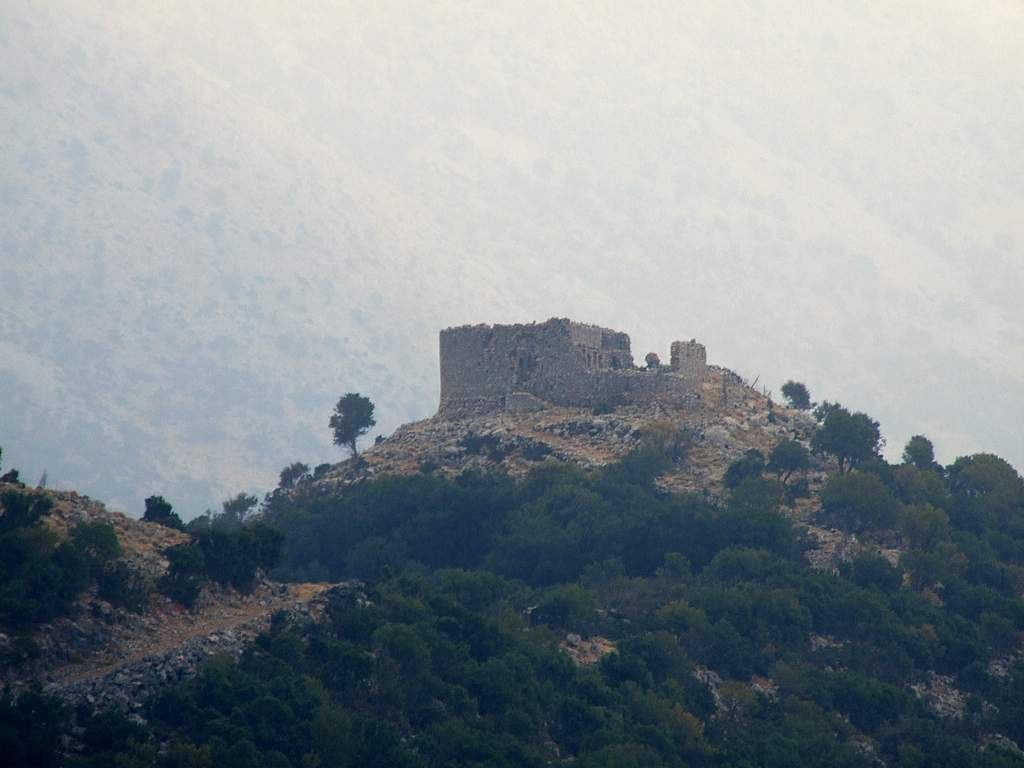
El castell d'Askifu

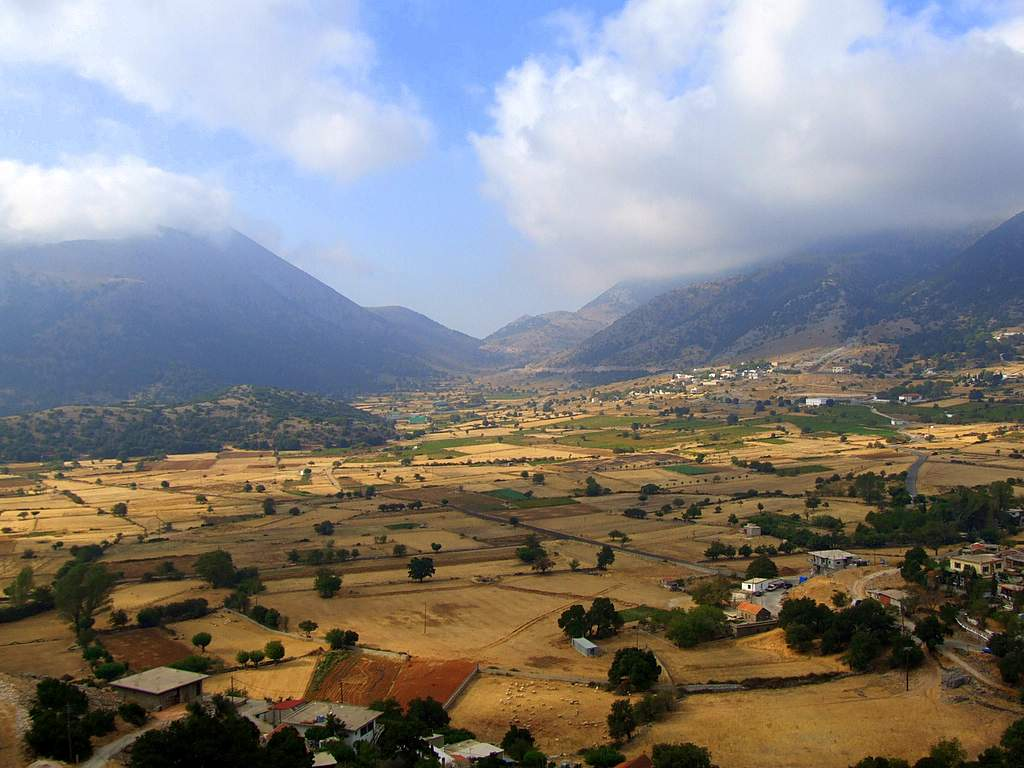
La plana d'Askifu, al fons la gorja que mena cap a Sfakià

Askifu (grec Ασκύφου, AFI [as'kʲifu]) és un poblet de l'illa de Creta. És a l'altiplà d'Askifu, a uns 750 m d'alçada, al peu de les Lefka Ori (Muntanyes Blanques), a la Prefectura de Khanià, a uns 50 km de Khanià i a uns 13 km de Khora Sfakion. Al sud d'aquest altiplà comença la Gorja d'Imbros, un dels únics camins d'accés a la regió de Sfakià.
El 21 d'agost del 1866 s'hi proclamà la unió de Creta amb Grècia, fet que desencadenà la revolta cretenca de 1866-1869 contra l'ocupació otomana.